# ماری جین وست-ابرهارد
ماری جین وست-ابرهارد (انگلیسی: Mary Jane West-Eberhard؛ زادهٔ ۲۰ اوت ۱۹۴۱) دانشمند در زمینه زیست‌شناسی ریاضی و نظری اهل ایالات متحده آمریکا است.